# Heinrich Ehrlich

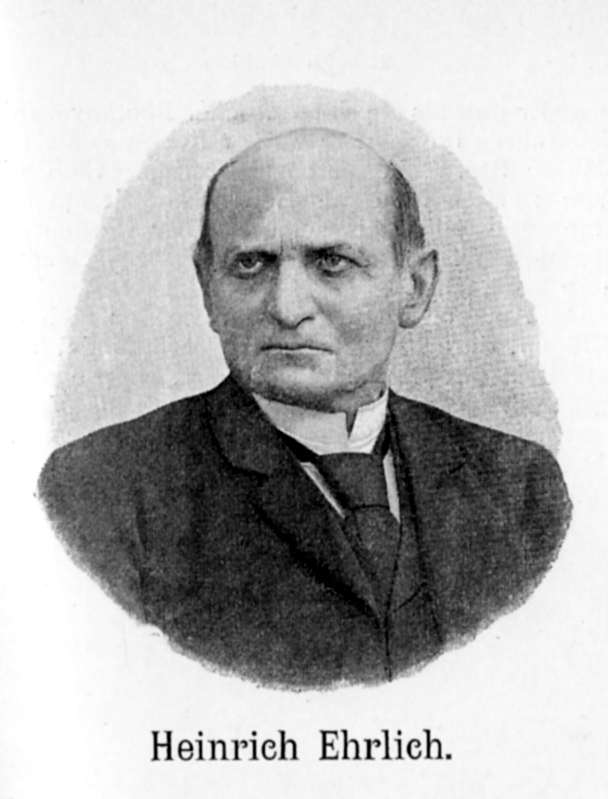
Heinrich Ehrlich

Karl Heinrich Alfred Ehrlich (* 5. Oktober 1822 in Wien; † 30. Dezember 1899 in Berlin) war Pianist, Komponist und Musikschriftsteller.

## Leben
Ehrlich widmete sich nach Absolvierung des Gymnasiums der Musik und bildete sich unter Leitung von Adolf Henselt, Carl Maria von Bocklet und Sigismund Thalberg im Klavierspiel aus und lernte bei Simon Sechter Komposition.
1840 bis 1844 konzertierte er in Ungarn, Rumänien und Wien, war im Revolutionsjahr 1848 Korrespondent der Augsburger Allgemeinen Zeitung, wurde 1852 Hofpianist des Königs Georg V. von Hannover und übersiedelte 1855 nach Wiesbaden, zwei Jahre später nach England und ließ sich schließlich 1862 in Berlin nieder. Hier erwarb er sich den Ruf eines hervorragenden Beethoven-Spielers. 1864 bis 1872 war er Klavierlehrer am Stern’schen Konservatorium. Zu seinen Schülern zählten Franz Mannstädt, Friedrich Spiro, Severin Eisenberger und Felix Dreyschock sowie die Kritiker Paul Marsop und Wilibald Nagel.
Neben seiner Unterrichtstätigkeit war er in Berlin politischer Korrespondent für die Zeitschriften
- Nordische Biene (russische Zeitung, 1862 und später),
- Vossische Zeitung (1867–1869) und
- L'Indépendence (1867–1869);

außerdem Musikkritiker bzw. Musikreferent für
- Berliner Tageblatt (1878–1898),
- Tribüne (1878),
- Gegenwart (1872–1892),
- Neue Berliner Musikzeitung und
- Der Salon für Literatur, Kunst und Gesellschaft.

1875 erhielt er den Professortitel. Über seine journalistischen Arbeiten entwickelte er sich zum Schriftsteller und veröffentlichte musikalische Studien und zwei Romane mit Eindrücken seiner Wanderjahre, die zu seiner Zeit sehr populär waren.
Als Komponist trat er mit einem Klavierkonzert und Klaviervariationen über ein Originalthema hervor. Dass die zu einem Welterfolg gewordenen Täglichen Studien von Carl Tausig von ihm nicht nur herausgegeben, sondern fast ganz selbst geschaffen worden sind, hat er verschleiert. Auch die Melodien der 2. Ungarischen Rhapsodie von Franz Liszt sind nicht original ungarisch, sondern gehen auf Ehrlichs Konzertstück in ungarischen Weisen für Klavier zurück. Er war einer der ersten, die rumänische Volksmelodien sammelten.
Er war seit 1855 mit Maria Luise Jork (1833/34–1888), Tochter eines Wundarztes, verheiratet.
Er wird oft fälschlich mit „A. Ehrlich“, einem Pseudonym von Albert H. Payne, verwechselt.

## Werke (Auswahl)
- Abenteuer eines Emporkömmlings. 2 Bände. Sauerländer, Frankfurt am Main 1858. (Digitalisat Band 1), (Band 2)
- Kunst und Handwerk. Ein Roman vom Verfasser der "Abenteuer eines Emporkömmlings". 3 Bände. Sauerländer, Frankfurt am Main 1861. (Digitalisat Band 1), (Band 2), (Band 3)
- Schlaglichter und Schlagschatten aus der Musikwelt. Guttentag, Berlin 1872. (Digitalisat)
- Die Musikästhetik in ihrer Entwickelung von Kant bis zur Gegenwart. Leuckart, Leipzig 1881. (Digitalisat)
- Lebenskunst und Kunstleben. Hofmann & Comp., Berlin 1884. (Digitalisat)
- Novellen aus dem Musikanten-Leben. Spemann, Berlin/Stuttgart 1885. (Digitalisat)
- Aus allen Tonarten. Studien über Musik. Brachvogel & Ranft, Berlin 1888. (Digitalisat)
- Dreissig Jahre Künstlerleben. Steinitz, Berlin 1893. (Digitalisat)
- Modernes Musikleben. Studien. Allgemeiner Verein für deutsche Litteratur. Berlin 1895. (Digitalisat)